# Natura 2000-område nr. 142 Saltholm og omliggende hav
Natura 2000-område nr. 142 Saltholm og omliggende hav   er et Natura 2000-område der består af et areal er ca. 7.218 hektar, hvoraf havområdet udgør ca. 75 %. Natura 2000-området består af Habitatområde nr. H126 og Fuglebeskyttelsesområde F110. Der er ingen statsejede arealer i området, der hører under Tårnby Kommune. Det meste af områdets hav- og landområder er omfattet af frednings- og reservatbestemmelser, der  omfatter ca. 5.793 hektar indenfor Natura 2000-området.

## Områdebeskrivelse
Området omfatter bl.a. øerne Saltholm på 1.669 hektar og den kunstigt anlagte Peberholm på 123 hektar.
Rundt om Saltholm findes desuden et stort antal småholme. Ved øens sydende bl.a. Svaneklapperne
og Koklapperne foruden områder hvor større sten fra sidste istid rager op. 
Størstedelen af Saltholm udgøres af naturtypen
strandenge. Omkring  øen ligger  ca. 2.800 hektar lavt vand med  under 2 meters dybde, der strækker sig 1,5 km ud fra kysten.
Saltholm med det omgivende fladvand er en af Østdanmarks vigtigste yngle-, fælde- og træklokaliteter for kystfugle. Her findes blandt andet landet største yngleforekomster af edderfugl og bramgås. 
Den  sydlige del af Saltholm og havet med småøerne mod syd for er levested for både spættet og gråsæl. Spættet sæl yngler og holder især til på ø-rækken Svaneklapperne og de mange store sten, der rager
op over vandet. 
Natura 2000-området ligger i Tårnby Kommune  i Vandområdedistrikt II Sjælland  i vandplanopland 2.3 Øresund 

## Fredninger
Saltholm og dens omgivelser, i alt 15 km² blev fredet i 1983. Der var i 1960’erne store planer om at flytte Københavns Lufthavn ud på Saltholm. Øen var flad, og støjen ville ikke genere naboerne så voldsomt som på Amager.  En massiv kampagne fra de grønne organisationer argumenterede for at bevare øen som natur. Allerede i 1959 rejste Naturfredningsforeningen fredningssag, men den blev afvist af staten to år senere som unødvendig, fordi en fredning ”ikke ville kunne hindre en udnyttelse der alene tjener offentlige interesserer”, altså en lufthavn. Lufthavnsplanen blev dog opgivet, og en lov fra 1973 skrinlagde endeligt lufthavnsplanerne. Siden er havet omkring øen blevet vildtreservat med jagtrestriktioner  er underlagt særlige bestemmelser som Saltholm Vildtreservat der har til formål ... at beskytte de natur- og kulturhistoriske værdier, der knytter sig til Saltholm og de omkringliggende øer, og de lavvandede dele af søterritoriet omkring Saltholm, med henblik på at bevare områdets nationale og internationale betydning som naturområde.

## Eksterne kilder og henvisninger
1. ↑  "Vandplan 2.3 Øresund" (PDF). Arkiveret fra originalen (PDF) 6. september 2019. Hentet 17. november 2019.
2. ↑  Om fredningen på fredninger.dk
3. ↑  Bekendtgørelse om Saltholm vildtreservat og fredning af dele af søterritoriet
4. ↑  "Informationstavle om Saltholm Vildtreservat" (PDF). Arkiveret fra originalen (PDF) 17. november 2019. Hentet 17. november 2019.

- Kort over området på miljoegis.mim.dk
- Naturplanen Arkiveret 17. november 2019 hos  Wayback Machine
- Basisanalysen 2016-21 Arkiveret 17. november 2019 hos  Wayback Machine